# WrestleMania IX
WrestleMania IX è stata la nona edizione dell'omonimo pay-per-view di wrestling promosso dalla World Wrestling Federation. L'evento si è tenuto il 4 aprile 1993 al Caesars Palace di Paradise, nel Nevada è stata la prima edizione di WrestleMania a tenersi all'aperto. La tagline dell'evento era "The Biggest Stars In The World Are Coming To Las Vegas!" ("Le più grandi stelle nel mondo stanno arrivando a Las Vegas!").
L'evento venne costruito attorno a due storyline principali. La prima vedeva coinvolti l'apparentemente inarrestabile Yokozuna e il campione del mondo Bret Hart per il WWF World Heavyweight Championship (Yokozuna si era guadagnato il diritto di sfidare Hart vincendo la Royal Rumble) dello stesso anno. La seconda storyline di rilievo concerneva il ritorno di Hulk Hogan, che aveva temporaneamente lasciato la WWF dopo WrestleMania VIII, ma che tornò in coppia con Brutus Beefcake per sfidare i WWF Tag Team Champions, Money Inc. (Ted DiBiase e Irwin R. Schyster). Hogan e Beefcake persero l'incontro, ma la sera stessa Hogan sconfisse Yokozuna vincendo il titolo del mondo in un match improvvisato dopo che Yokozuna aveva battuto il WWF Champion Bret Hart. In aggiunta, Shawn Michaels difese l'Intercontinental Championship, sebbene uscì perdente dal suo match con Tatanka.
Le recensioni a questa edizione di WrestleMania furono abbastanza negative. Le critiche maggiormente mosse all'evento riguardarono l'incontro tra The Undertaker e Giant Gonzalez, la vittoria del titolo da parte di Hulk Hogan e le toghe in stile antica Roma indossate dagli annunciatori e presentatori della manifestazione.

## Storyline

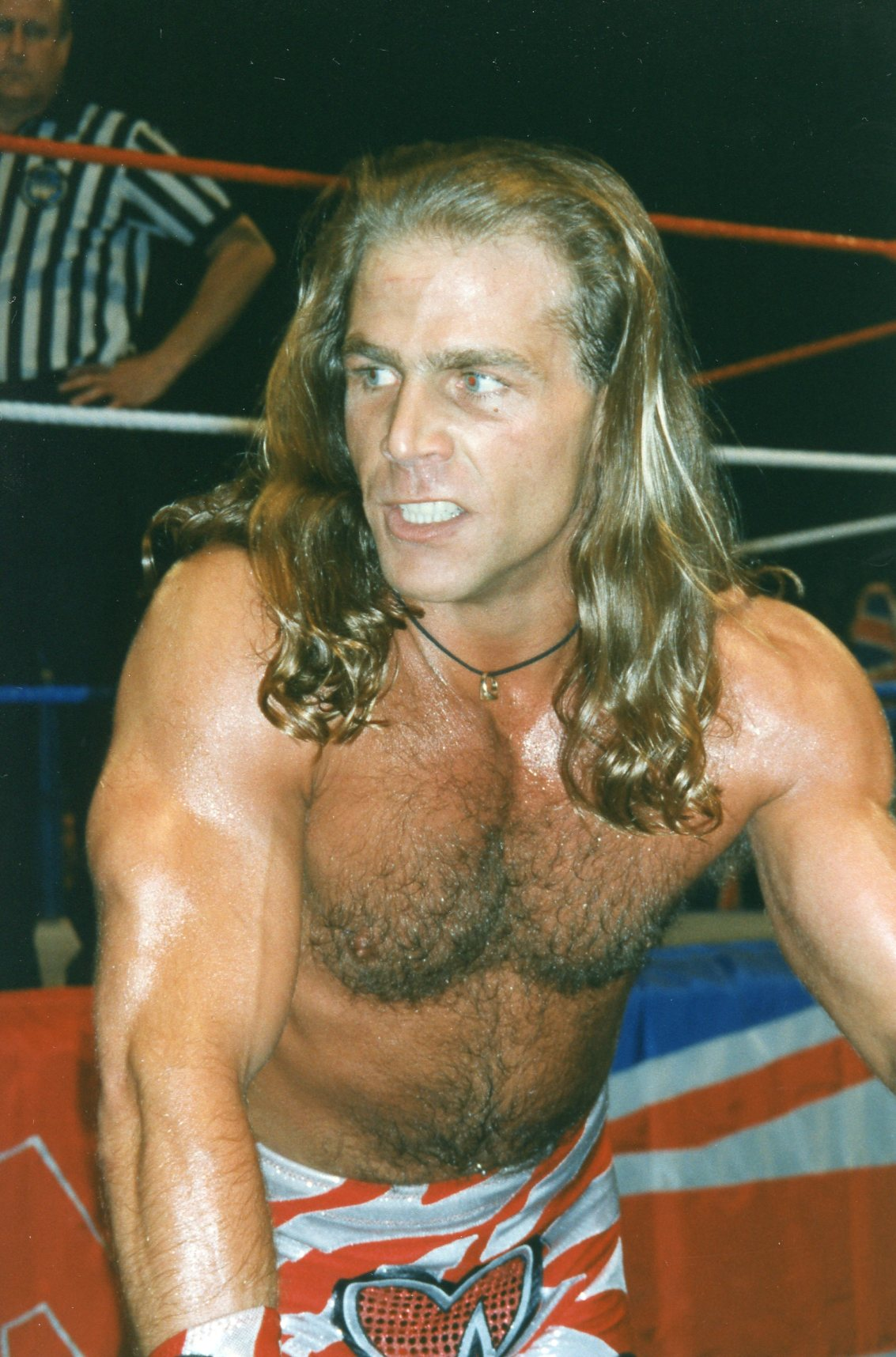
Shawn Michaels ebbe una faida con Tatanka per il WWF Intercontinental Championship

Una delle rivalità messe in scena coinvolgeva Tatanka e il WWF Intercontinental Champion Shawn Michaels. Tatanka era nel bel mezzo di una striscia vincente di imbattibilità quando affrontò Michaels per due volte nei mesi precedenti a WrestleMania IX. Tatanka schienò Michaels in un match svoltosi il 13 febbraio 1993 durante una puntata di Superstars of Wrestling e successivamente si alleò con i Nasty Boys in un six-man tag team match contro Michaels e i Beverly Brothers; Tatanka schienò ancora una volta Michaels per aggiudicarsi l'incontro. Michaels era inoltre in rotta con la sua ex manager e valletta Sensational Sherri, che scelse di accompagnare Tatanka durante il match. Quando Marty Jannetty cercò di colpire Michaels con uno specchio, tuttavia, Michaels si fece scudo con Sherri che finì per prendersi il colpo al posto suo. La rabbia di Sherri verso il vile gesto di Michaels la portò a tradirlo per diventare una "face" alla Royal Rumble 1993.
Il match tra gli Steiner Brothers e i Headshrinkers (Samu e Fatu) ebbe poca costruzione, anche se Afa, manager degli Headshrinkers, asserì che il suo team avrebbe "staccato la testa ai fratelli [Steiner]". Doink the Clown e Crush erano rivali fin dal gennaio '93. Nel corso di una puntata di Superstars of Wrestling, Crush era intervenuto per difendere un bambino tra il pubblico infastidito dal malvagio clown. Crush afferrò Doink per un braccio intimandogli di non disturbare i bambini. Doink si scusò e diede un fiore a Crush in segno di pace; quando però Crush fece per andarsene, Doink si tolse una protesi artificiale che gli ricopriva il braccio e colpì alle spalle il wrestler con il finto arto, infortunandolo.
La faida tra i Mega-Maniacs (Brutus Beefcake e Hulk Hogan) e i campioni mondiali di coppia, i Money Inc. (Ted DiBiase e Irwin R. Schyster), prese origine da un vero incidente del quale era stato vittima Beefcake nel 1990 che lo costrinse ad un delicato intervento di chirurgia plastica. Brutus non fu in grado di combattere fino al febbraio 1993. Al suo ritorno dopo l'infortunio affrontò DiBiase in un match, finendo però per essere assalito da DiBiase e Schyster. DiBiase tenne fermo Beefcake mentre Schyster lo colpì in faccia con la sua valigetta, ma Jimmy Hart, manager dei Money Inc., inorridito dal gesto cercò di fermare i suoi assistiti prima di finire scaraventato fuori dal ring. Hart divenne quindi un manager face, amato dai fan. Poco tempo dopo, Hulk Hogan fece il suo ritorno in WWF e si unì a Beefcake e al manager Jimmy Hart, per formare i Mega-Maniacs e sfidare i Money Inc. per il titolo WWF Tag Team Championship.

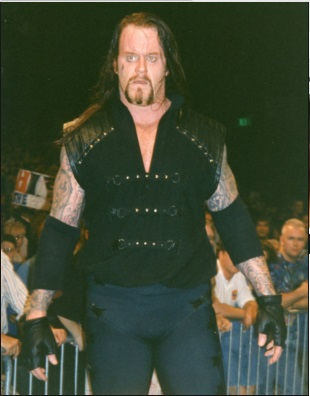
The Undertaker ebbe una rivalità con Giant González

La rivalità tra Mr. Perfect e Bobby Heenan risaliva alle Survivor Series 1992. Perfect e Ric Flair erano entrambi clienti di Heenan, ma Mr. Perfect tradì Flair e Heenan diventando uno dei "buoni" nel bel mezzo del match ad eliminazione. Flair ebbe allora un breve feud con Perfect ma lasciò subito dopo la compagnia per tornare nella World Championship Wrestling. Lex Luger era entrato nella World Bodybuilding Federation di Vince McMahon, ma successivamente firmò anche un contratto come wrestler della WWF quando la federazione di bodybuilding fallì. Debuttò alla Royal Rumble del 1993, dove venne presentato come il nuovo lottatore di Heenan, Narcissus (anche se il ring name venne cambiato quasi subito in "The Narcissist" Lex Luger).
La faida tra The Undertaker e Giant Gonzalez ebbe origine dall'odio verso Undertaker del manager Harvey Wippleman. Undertaker aveva sconfitto Kamala, cliente di Wippleman, a SummerSlam 1992. Il rematch tra i due si tenne a Survivor Series 1992, dove Undertaker sconfisse Kamala rinchiudendolo dentro una bara nel corso di un Coffin Match. Wippleman pretendeva vendetta, e allora introdusse il "mostruoso" Gonzalez alla Royal Rumble 1993 appositamente per attaccare The Undertaker. Il becchino venne eliminato dalla Royal Rumble proprio dall'interferenza del gigante, e un match venne fissato per WrestleMania IX.
Sin dal suo debutto nella compagnia nel 1992, Yokozuna era stato promosso come un'inarrestabile forza heel nella WWF. Pesando più di 250 kg, faceva uso della sua mossa finale "Banzai Drop", finisher con la quale saltava dalla seconda corda per sedersi sul petto dell'avversario schiacciandolo con la sua enorme mole. In un celebre match svoltosi il 6 febbraio 1993 nel corso di una puntata di WWF Superstars of Wrestling, Yokozuna attaccò "Hacksaw" Jim Duggan eseguendo su di lui quattro "Banzai Drop". A causa dell'infortunio (kayfabe) subito, Duggan rimase inattivo per due mesi. Yokozuna si guadagnò la possibilità di sfidare il campione WWF Champion Bret Hart a WrestleMania vincendo la Royal Rumble del '93. Durante la firma del contratto per il match, Yokozuna attaccò Hart eseguendo su di lui il Banzai Drop.

## Evento

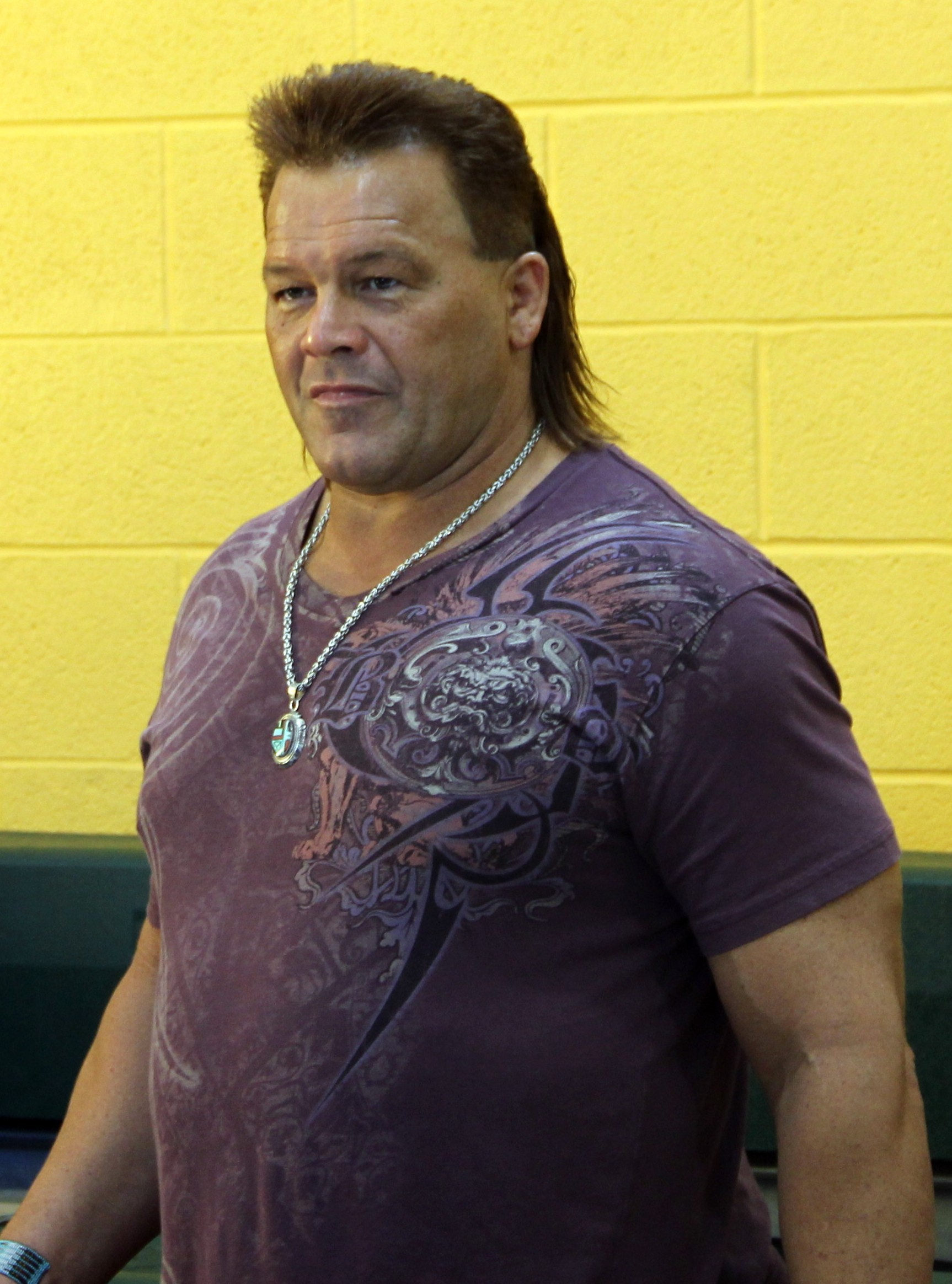
Tatanka sconfisse Shawn Michaels, ma non vinse il WWF Intercontinental Championship

Prima dell'inizio della diretta televisiva, Tito Santana sconfisse Papa Shango in un dark match. Nel primo incontro ufficiale del pay-per-view, il campione Intercontinentale WWF Shawn Michaels arrivò sul ring accompagnato dalla sua nuova valletta, Luna Vachon. Sensational Sherri affiancava invece Tatanka. Durante il match, la Vachon cercò di colpire Tatanka fuori dal ring per ben due volte, ma Sherri riuscì sempre a fermarla. Tatanka spese gran parte del match cercando di infortunare Michaels a un braccio. Michaels si riprese e quasi schienò Tatanka con un roll up, ma l'indiano riuscì a sfuggire. Michaels gettò Tatanka fuori dal ring e cercò di saltargli addosso, ma Tatanka si spostò all'ultimo minuto. Non essendo in grado di tornare sul ring entro il conteggio di dieci, Michaels tirò l'arbitro giù dal ring. Quindi Tatanka vinse il match per squalifica ma non la cintura di campione Intercontinentale.
Il secondo match dello show fu il tag team match che vide affrontarsi i The Steiner Brothers (Rick e Scott) e i The Headshrinkers (Samu e Fatu). I primi ad entrare furono i Headshrinkers, seguiti dai Steiner. Nessuna delle due squadre ebbe un vantaggio duraturo e importante. Gli Steiner attaccarono i Headshrinkers con diverse varianti di suplex e utilizzarono le loro capacità aeree per attaccare i loro avversari dalle corde del ring. I samoani usavano invece principalmente la forza fisica. A un certo punto, Fatu si mise Rick Steiner sulle sue spalle in modo che Samu potesse attaccarlo dalla terza corda. Poi il match si concluse quando Scott Steiner eseguì una Frankensteiner (la sua mossa finale) su Samu. Allora lo schienò, portando la vittoria al suo team.
Nel terzo match del PPV vide affrontarsi Doink The Clown e Crush. L'arbitro di questo match fu Joey Marella. Il primo ad entrare sul quadrato fu Crush, seguito dal clown. Prima che iniziasse la contesa Doink cominciò a beffeggiare Crush, che cominciò quindi a inseguirlo a bordo ring. Crush riesce ad acchiapparlo subito, lo colpisce con una testata e poi con un Body slam, prima di lanciarlo contro il palo di sostegno del ring. Clown tentò poi di scappare tra il pubblico, ma Crush lo afferrò alla testa, prima di schiantarla contro le transenne che dividono il bordo ring con il pubblico. A quel punto Crush portò l'avversario dentro il ring, e lo mandò subito all'angolo, usando la sua forza fisica, maggiore rispetto a quella del clown. Poi lancia Doink all'angolo opposto. Clown riesce a portare l'avversario fuori dal quadrato, e comincia a colpirlo con dei pugni nella zona addominale. Ma non sembra avere molta efficacia, infatti Crush riconquista subito il vantaggio con qualche pugno. Dopo essere ritornati sul ring, Crush attacca Doink con un Neckbreaker. Crush continuò ad attaccare l'avversario con una serie di pugni, lo alzò in piedi, lo lanciò contro le corde e lo colpì con un Backbreaker. Poi posizionò l'avversario sull'apron ring, gli intrappolò le braccia tra le corde e gli diede un pugno sul petto; provò a rieseguire la mossa ma Doink si liberò, ed eseguì una Stunner sull'avversario.

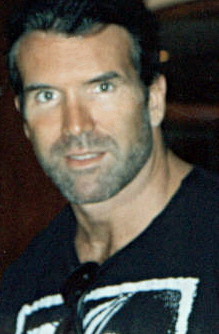
Razor Ramon sconfisse Bob Backlund

Poi sale sulla terza corda e colpisce Crush con un pugno sul collo, e rieseguì la mossa, stavolta colpendo il nemico in pieno volto e dalla seconda corda. Poi esegue per la terza volta la mossa, seguita da una Texas piledriver. Crush uscì dal ring e il Clown sfracellò la sua testa contro il palo di sostegno del ring. Poi Crush tornò sul ring e fu attaccato da un Body slam. Il clown provò una mossa aerea dalla terza corda ma fu interrotto da un big boot; il pagliaccio però si riprende subito e mira alla testa dell'avversario, schiantandola contro il turnbuckle. Ma ecco che mentre Doink stava per eseguire un'ennesima tecnica dalla terza corda, Crush trasforma la manovra in un Body slam, seguita da una Clothesline, che fa volare il clown fuori dal quadrato. Quest'ultimo tenta di rifugiarsi sotto il ring, ma viene interrotto dal nemico, che lo colpisce con una testata. I due uomini tornano sul ring, dove Doink colpisce con una manata l'arbitro, ed esce fuori dal ring. Prova nuovamente a rifugiarsi sotto il quadrato, ma viene interrotto anche stavolta da Crush, che gli dà un'altra testata. I lottatori tornano sul ring, dove Crush colpisce l'avversario con un calcio in semi-giravolta. A un certo punto sul ring salì un altro clown, uguale all'"originale", che attaccò Crush con un braccio di un manichino. Queste lo fece distrarre, e venne immobilizzato dal Doink The Clown "originale", che permise all'altro di colpirlo con il braccio per altre due volte. A quel punto il clown, dopo che l'arbitro si riprese, schienò Crush, vincendo quindi la contesa. A quel punto Bill Alfonso andò ad aiutare il collega Marella, spiegandoli cos'era realmente successo. Nonostante ciò, il risultato non cambiò.

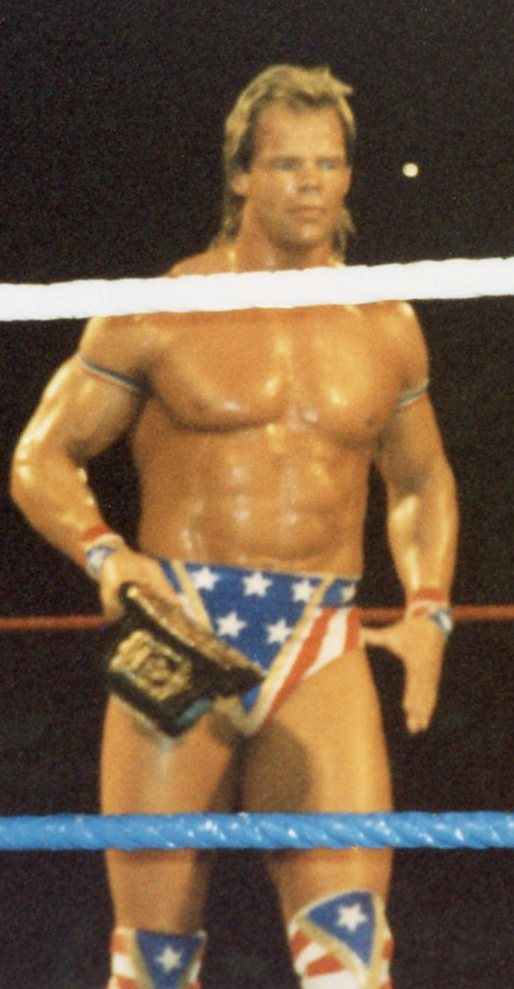
Lex Luger sconfisse Mr.Perfect

Ed ecco entrare Razor Ramon, seguito da Bob Backlund. Suona la campana: come sempre Backlund mette la mano avanti, ma Ramon non gliela stringe. Dopo i primi clinch, Razor manda Bob all'angolo. Altra serie di clinch, ma Ramon lancia ancora una volta l'avversario all'angolo. Dopo la terza serie di clinch, finalmente Backlund riesce a mandare Ramon all'angolo, che accecato dalla rabbia viene messo al tappeto per ben due con volte da Backlund, che cerca quindi di prevalere sull'avversario con l'esperienza, maggiore rispetto a quella di Ramon. Quest'ultimo riesce a riguadagnare il vantaggio attaccando l'avversario con due Body slam, poi cominciò ad attaccarlo con diversi calci. Poi lo porta all'angolo, dove c'è una piccola reazione di Bob che però non porta i frutti sperati, ma ecco che c'è una seconda reazione, che porta Ramon all'angolo opposto. Poi continua ad attaccare l'avversario con due hip toss, seguiti da un Dropkick e da una clothesline. Backlund attacca poi l'avversario con un Back suplex, seguito da un Atomic drop. Ramon poi esegue uno small package (tipo di schienamento), che lo porta alla vittoria dopo meno di quattro minuti di match.
Nel tag team match successivo si sarebbero affrontate due tag team, dove i vincitori avrebbero vinto i titoli di coppia. Le squadre che si affrontarono furono i Money Inc. (Ted DiBiase e Irwin R. Schyster) e i The Mega-Maniacs (Hulk Hogan e Brutus Beefcake, accompagnati da Jimmy Hart). L'arbitro di questo match fu Earl Hebner. I primi ad entrare sul quadrato furono i Money Inc., seguiti dai Maniacs. Appena quest'ultimi entrarono sul ring, furono immediatamente attaccati dalla squadra avversaria, ma presto Hogan e Beefcake ribaltarono la situazione a loro favore. DiBiase e Schyster furono poi costretti ad uscire dal ring. Il match iniziò ufficialmente; i primi ad affrontarsi furono Brusus e Irwin. fase di clinch, Beefcake viene mandato all'angolo, poi all'angolo adiacente, quello dove c'era DiBiase. Tag, entra Ted che colpisce con vari pugni la zona addominale del nemico mentre Schyster lo tiene fermo. Serie di chop, DiBiase manda Brutus verso le corde e lo colpisce con una gomitata, poi va a dare il cambio al tag team partner. Egli isola nuovamente Beefcake all'angolo, un altro cambio, entra Dibiase che sale sulla terza corda e colpisce con una gomitata la testa di Beefcake. Stranamente quest'ultimo non sente dolore, mentre è Ted a sentirlo, poi Brutus mette entrambi gli avversari al tappeto, prende le loro teste e le fracassa una contro l'altra. Ecco che DiBiase riesce a riprendersi: sbatte per tre volte di fila la testa di Beefcake contro il turnbuckle, ma anche stavolta egli non sente alcun dolore. Allora Brutus afferra la testa di Ted e la fracassa per ben dieci volte (cantati rumorosamente dal pubblico) sul turnbuckle. Poi per la gioia del pubblico dà il tag a Hogan, che mette subito a tacere DiBiase con dieci pugni sempre sottolineati dal pubblico. Ricomincia la serie di pugni, stavolta al tappeto. Cambio a Beefcake, che insieme a Hulk lancia l'avversario alle corde e lo colpisce con un big boot. Body slam, nuovo tag a Hogan che sale sulla seconda corda e colpisce Biase con una gomitata in pieno viso. Hogan lancia DiBiase fuori dal ring con una Clothesline, entra Schyster che però viene subito buttato fuori dal quadrato. A quel punto i Money Inc. uscirono dal ring e se ne andarono, ma poi furono avvertiti che se non sarebbero tornati sul quadrato entro un conto di dieci, i titolo di coppia sarebbero andati ai Mega-Maniacs. Allora DiBiase e Irwin rientrarono sul quadrato, lì Ted provò a strozzare Hogan con le corde, e fu di conseguenza richiamato dall'arbitro. Mentre DiBiase stava discutendo con Hebner, Schyster tentò di strozzare Hogan con una cinghia. Poi Ted prese la cinghia, e mentre l'arbitro discuteva con Beefcake, tentando di farlo restare calmo, DiBiase ricominciò a strozzarlo. Ma ecco che Hogan lancia DiBiase verso le corde, lo colpisce con un Big Boot, poi prende la sua corona e lo colpisce con essa. L'arbitro però non vede niente, però è a terra, visto che in precedenza era stato colpito. Allora arriva Hart a contare lo schienamento, che arriva a tre. Hogan e Beefcake festeggiano insieme a Jimmy, ma ecco che arriva un arbitro di riserva e spiega l'accaduto a Hebner, che decide che i Money Inc. erano i vincitori del match per squalifica, quindi le cinture rimasero a loro.

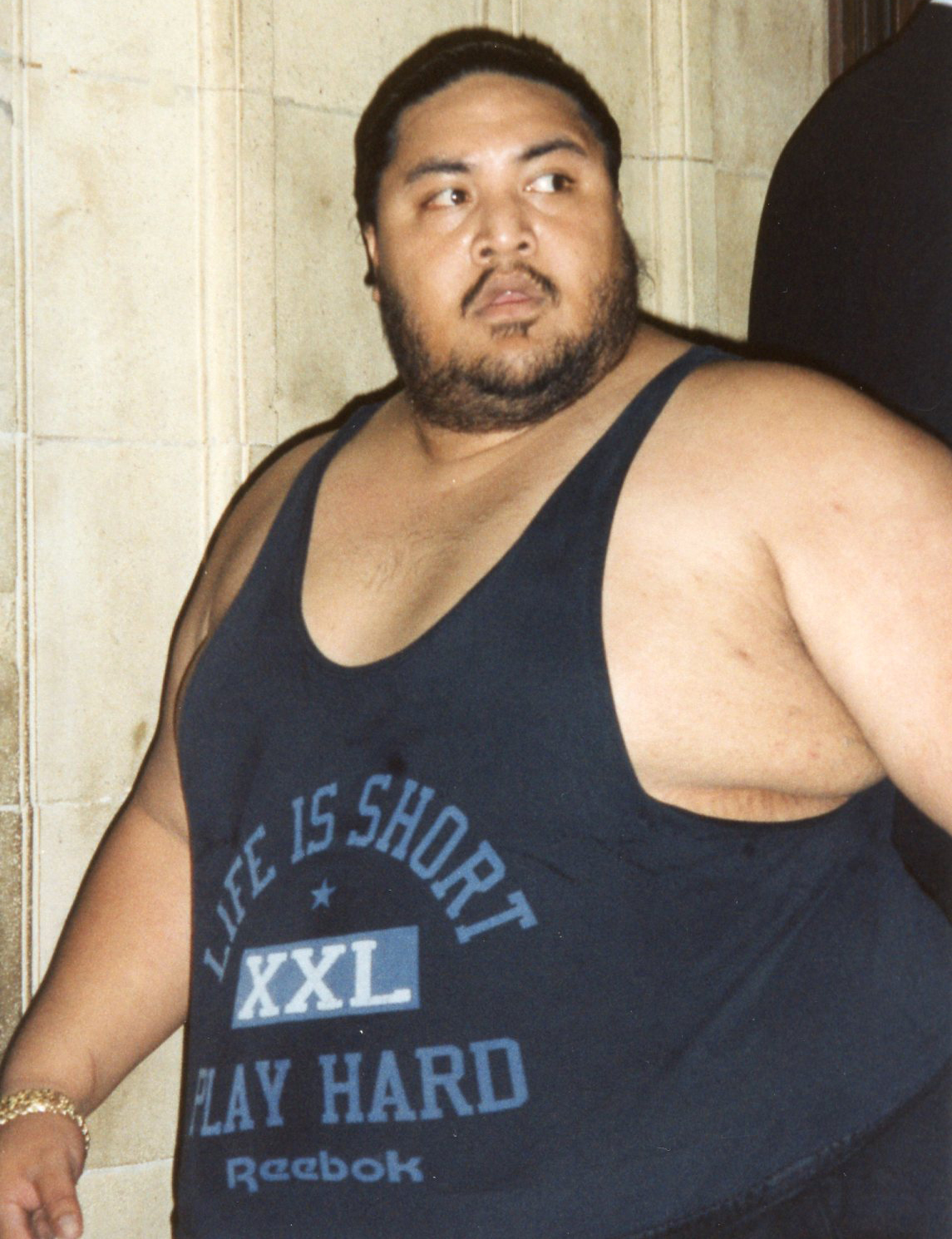
Yokozuna sconfisse Bret Hart mantenendo il WWF Championship

Il primo ad entrare per il match successivo fu Lex Luger, accompagnato da alcune donne, poi fu il turno di Mr.Perfect. Primi clinch, serie di Hammerlock, Perfect lancia Luger verso le corde e lo colpisce con una gomitata, e poi con un Dropkick. Luger esce dal ring, ma vi rientra poco dopo, a quel punto ricominciano i clinch e Luger viene messo all'angolo. Riuscì poi a colpire l'avversario con una serie di pugni e gomitate, poi afferrò la testa di Perfect e la sbatté contro il turnbuckle. Lex lanciò Perfect contro le corde e provò a colpirlo con un big boot, ma egli lo fermò, lo buttò a terra e mise una gamba dell'avversario sulla prima corda e ci saltò sopra. Poi intrappolò l'avversario in una Leglock.
Perfect lancia l'avversario all'angolo e comincia a colpirlo con pugni e calci, fino a quando fu a sua volta lanciato all'angolo opposto. Poi Luger lo riprese e lo rilanciò di nuovo all'angolo. Poi Luger lanciò fuori dal ring Perfect, lì lo attaccò sulla schiena e lo riportò sul quadrato, dove poco dopo schienò l'avversario. Il conto andò fino al tre, quindi Lex vinse il match. In realtà "The Perfect One" durante lo schienamento mise le gambe sulle corde, e quindi l'arbitro avrebbe dovuto fermare il conteggio, ma il direttore di gara non lo vide e quindi andò avanti a contare, fino al tre finale.
Dopo questa contesa, ci fu il match che coinvolse The Undertaker e Giant Gonzalez. Gonzalez va subito all'attacco colpendo la schiena di Taker con dei pugni, che non sembrano però aver effetto. Il Deadman contrattacca allora con dei pugni in pieno viso, porta l'avversario all'angolo, ma egli lo strozza e lo porta nell'angolo opposto. Lì Taker sale sulla seconda corda e afferra la gola del gigante, che lo colpisce poi alle parti basse (low blow). Giant però sbaglia e fu rinchiuso all'angolo da Taker, che lo colpisce con una delle sue mosse caratteristiche più celebri, la Arm twist ropewalk chop. Undertaker poi venne colpito da un big boot, seguito da una Clothesline. Poi Giant provò a soffocare l'avversario, che dopo un paio di minuti riesce a reagire dopo che Paul Bearer, il suo manager, gli mostrò la bara, che secondo la storyline, conteneva i poteri del Deadman. The Undertaker riprese il controllo del match e si concentrò sulle ginocchia di Gonzalez. Harvey Whipplema, il manager del gigante, gettò a Gonzalez uno straccio bagnato colmo di cloroformio, che Gonzalez usò per far svenire Taker. L'arbitro squalificò Gonzalez per l'utilizzo di un corpo estraneo e diede vittoria a The Undertaker. Dopo il match, il Deadman si riprese e attaccò Gonzalez.

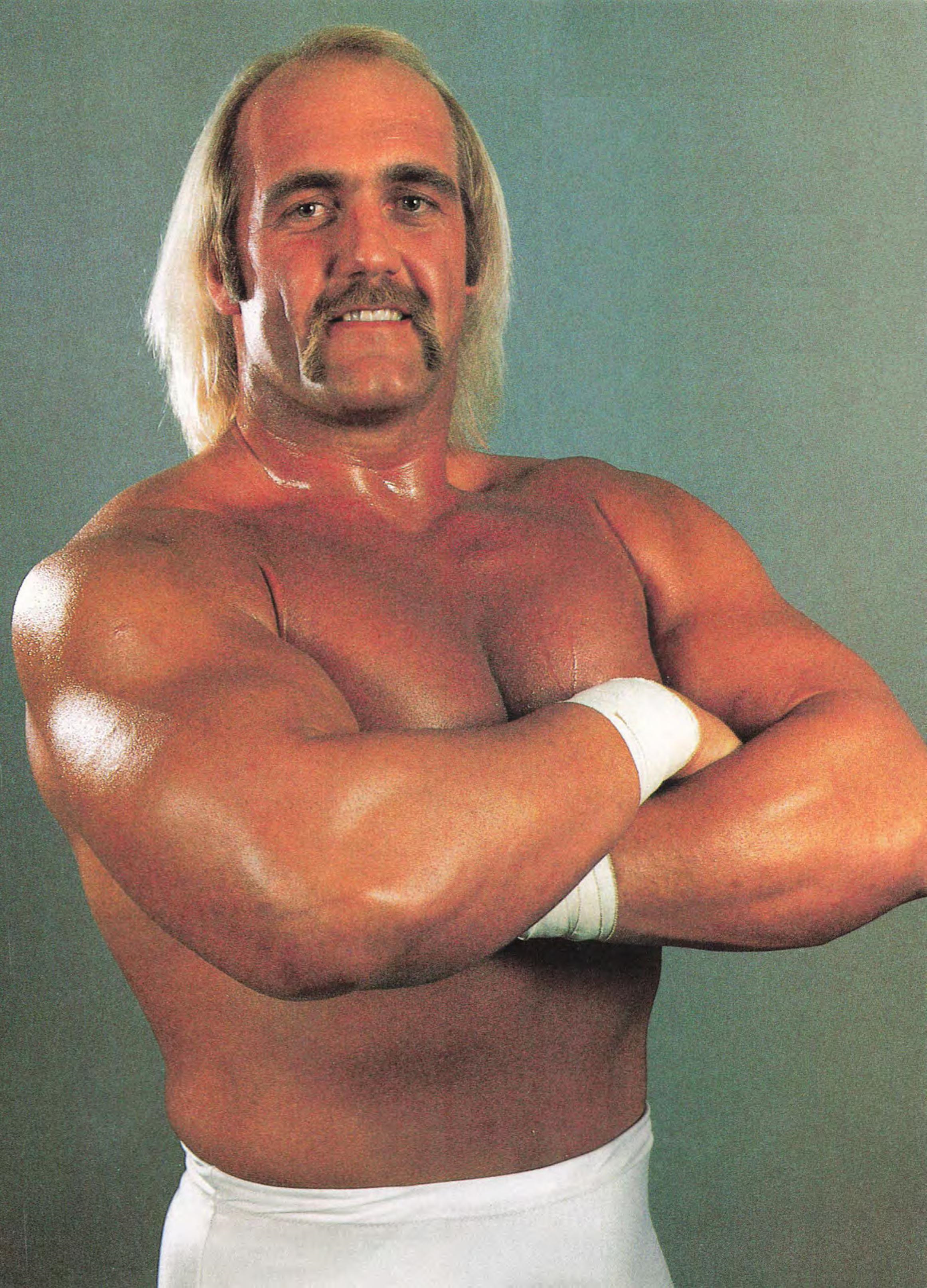
Hulk Hogan sconfisse Yokozuna in un match non in programma

Nel match per il WWF World Heavyweight Championship si affrontarono Yokozuna (con Mr. Fuji) e Bret Hart. Il primo ad entrare nel ring fu il giapponese Yokozuna, seguito dal canadese Hart. Quest'ultimo appena inizia il match colpisce Yokozuna con un Dropkick, che manda il giapponese all'angolo. Bret comincia a colpirlo con pugni molto violenti, fino a quando il gigante lo lancia via. Hart ritorna all'attacco con una serie di pugni, ma ne basta uno di Yokozuna per mettere in seria difficoltà il canadese. Spallata che fa volare Hart fuori dal ring. Hart riesce a intrappolare una gamba dell'avversario tra le corde, facendolo quindi inciampare, e a quel punto eseguì una splash, seguita da una lunga serie di pugni. Poi "The Hitman" sale sulla seconda corda e colpisce l'avversario con una gomitata. Bret prova a far cadere nuovamente al tappeto l'avversario con due Clothesline, e mentre stava per eseguire la terza, viene colpito da una clothesline da Yokozuna, seguita da una gomitata e da un Body slam. Poi il giapponese corre verso le corde ed esegue un leg drop, seguito da un nerve hold. Hart riguadagnò il vantaggio quando Yokozuna sbagliò una running splash. Yokozuna applicò un'altra nerve hold, ma sbagliò nuovamente la running splash. Hart poi tolse l'imbottitura che copriva il turnbuckle (dove sono appese le corde). A quel punto gettò la testa di Yokozuna nel turnbuckle e applicato la Sharpshooter, la sua mossa finale prediletta, che consiste nell'inserire tra le gambe dell'avversario la propria gamba sinistra che avvolge le gambe dell'avversario sul livello dello stinco. Tenendo le gambe dell'avversario in posizione, il lottatore poi afferra la gamba dell'avversario che ha attraversato la posizione sopra in posizione prona e va a comprimere la parte bassa della schiena. Mr. Fuji allora gettò del sale negli occhi di Hart, che, disorientato ed accecato, si lasciò schienare da Yokozuna. Il giapponese, quindi, per la prima volta nella sua carriera (ma non ultima) vinse il WWF World Heavyweight Championship.

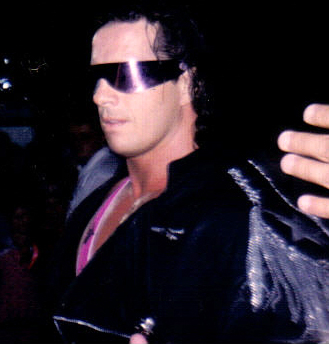
Bret Hart sconfisse Yokozuna a WrestleMania X, vincendo il WWF Championship

Dopo il match, Hulk Hogan salì sul quadrato per controllare le condizioni di Hart. Hogan dichiarò nel corso di una precedente intervista nel pay-per-view che voleva affrontare il vincitore del match, e allora Fuji sfidò Hogan ad affrontare immediatamente Yokozuna in una contesa improvvisata. Hogan accettò la sfida, e cominciò quindi il match. Yokozuna si scagliò subito su Hogan attaccandolo con un pugno e un calcio, poi lo tenne fermo da dietro, in modo che Fuji potesse accecare l'"Hulkster" con del sale, solo che egli si abbassò, e quindi il sale finì negli occhi del giapponese. Hogan mise KO il manager di Yokozuna, si lanciò verso le corde e attaccò l'avversario con una clothesline, seguita da un leg drop, la sua mossa finale. A quel punto ci fu lo schienamento, che portò la vittoria di Hogan, per la quinta volta, del titolo mondiale. Questo match durò solo 22 secondi, ed è di fatto uno dei match più corti della storia.

## Conseguenze
Iniziò una faida tra Shawn Michaels e Mr. Perfect dopo WrestleMania IX, quando Michaels attaccò "The Perfect One". Si affrontarono a SummerSlam 1993, dove Michaels trionfò per countout, dopo che la sua nuova guardia del corpo, Diesel, attaccò Perfect. Perfect cominciò poi un feud con Diesel fino a quando lasciò la WWF nel 1996.

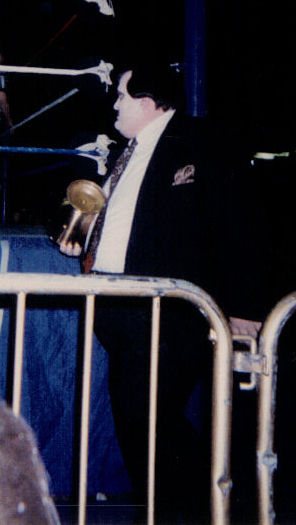
Paul Bearer fu attaccato dai wrestler di Harvey Wippleman

I Money Inc. persero i WWF Tag Team Championship contro gli The Steiner Brothers il 14 giugno 1993. I Money Inc. vinsero le cinture di nuovo in un rematch il 16 giugno, ma gli Steiners li rivinsero tre giorni dopo. I Money poi ebbero diverse rivincite, ma non furono in grado di riconquistare i titoli di coppia; poi intrapresero una carriera da singoli, e DiBiase andò in pensione poco dopo.
The Undertaker continuò il suo feud con Harvey Wippleman. Il 12 giugno 1993 nella puntata di WWF Superstars of Wrestling, Wippleman, Giant Gonzalez, e Mr. Hughes attaccarono Undertaker, e il suo manager Paul Bearer, e gli rubò l'urna, che si diceva (naturalmente sotto forma di storyline) contenesse i poteri del Deadman. Taker e Gonzales si affrontarono per l'ultima volta a SummerSlam 1993 in un Rest in Peace match, dove nessuno dei due lottatori sarebbe potuto essere squalificato. La contesa la vinse The Undertaker. Dopo il match, un Gonzalez frustrato attaccò Wippleman con una chokeslam per la gioia dei fan, turnando quindi face (buono).
Bret Hart affermò in seguito che durante una conversazione con Vince McMahon, gli fu detto che Hulk Hogan rifiutò di cedere il WWF Championship a lui. Tuttavia, Hogan dichiarò che, durante una conversazione con McMahon, fu raggiunto un accordo: Hogan avrebbe ceduto il titolo al cattivo (heel) più forte di quel momento: Yokozuna, durante King of The Ring. Tutti e tre gli uomini parteciparono poi a una riunione, dove McMahon illustrò loro il piano per far cedere a Hogan la cintura di Yokozuna, affermando nuovamente che Hogan non avrebbe ceduto il titolo al canadese Hart.
Dopo aver riconquistato il titolo, Yokozuna sfidò qualsiasi atleta americano a sollevarlo con una Body slam sul ponte della portaerei USS Intrepid il 4 luglio 1993. Dopo che molti sfidanti fallirono, si presentò Lex Luger che vinse la sfida. Luger diventò un favorito del pubblico, e cambiò la sua gimmick, diventando un patriota americano. Affrontò Yokozuna per il titolo WWF a SummerSlam 1993; vinse il match per countout, e quindi non vinse il titolo. Lex Luger e Bret Hart guadagnarono un match per il titolo contro Yokozuna l'anno successivo a WrestleMania X. Luger fu squalificato nel suo match, ma Hart vinse il titolo più tardi quella notte.

## Produzione
| Ruolo:         | Nome:           |
| -------------- | --------------- |
| Ospiti         | Gorilla Monsoon |
| Commentatori   | Bobby Heenan    |
| Commentatori   | Jim Ross        |
| Commentatori   | Randy Savage    |
| Intervistatori | Gene Okerlund   |
| Intervistatori | Todd Pettengill |
| Intervistatori | Raymond Rougeau |
| Ring announcer | Finkus Maximus  |
| Arbitri        | Bill Alfonso    |
| Arbitri        | Danny Davis     |
| Arbitri        | Earl Hebner     |
| Arbitri        | Joey Marella    |

Questa fu la prima edizione di WrestleMania a tenersi interamente all'esterno, fatto che si ripeterà a WrestleMania XXIV nel 2008. La WWF promosse l'evento come il "più grande Toga Party del mondo". L'arena fu fatta per assomigliare ad un Colosseo romano, e furono presenti all'evento guardie, trombettieri, e diversi animali vivi. Il ring announcer Howard Finkel fu ribattezzato come "Finkus Maximus" per quel giorno, mentre i commentatori indossarono delle toghe. Randy Savage andò alla cabina di trasmissione accompagnato da alcune donne gettando petali di fiori e gli davano da mangiare dell'uva mentre era sdraiato su un divano trainato da un cavallo. Bobby Heenan fece il suo ingresso indossando una toga e cavalcando un cammello.
La spiegazione per l'occhio visibilmente danneggiato di Hulk Hogan fu che alcuni uomini, capeggiati da Ted DiBiase, picchiarono Hogan prima del pay-per-view. In realtà, la causa della ferita ebbe varie ipotesi. Una teoria fu che Randy Savage avesse dato pugno a Hogan perché credeva che la sua ex-moglie Elizabeth Hulette avesse una relazione con Hogan, mentre Savage e Hulette erano sposati (la coppia divorziò nel settembre 1992). I funzionari WWF affermarono che l'occhio nero fu causato da un incidente di Jet Ski.
Era in programmo un match tra Bam Bam Bigelow e Kamala, ma fu annullato a causa dei vincoli di tempo prima dell'inizio della manifestazione.

### Accoglienza
L'evento vide la partecipazione di 16.891 fan, che pagarono un totale di $ 1.100.000 per i biglietti d'ingresso. Questo rappresentò meno di un terzo del numero di fan rispetto a WrestleMania VIII, che ebbe una presenza di 62.167.
WrestleMania IX ricevette delle critiche abbastanza negative. Il corrispondente per SLAM! Wrestling, John Powell affermò che, a parte i match per l'Intercontinentale e i Tag Team Championship e le donne che accompagnarono Lex Luger verso il ring, il resto della trasmissione fu povera. Egli criticò anche alcuni dei vestiti indossati per l'evento, in particolare la toga di Jim Ross e la tuta di Giant Gonzalez. Per Online Onslaught, Adam Gutschmidt sostenne che molti dei match fossero poco scorrevoli e avessero dei finali senza senso, o comunque migliorabili. Egli sostenne inoltre che il match tra Giant Gonzalez e The Undertaker fu un "vero disastro" e che l'ego di Hulk Hogan causò il peggior finale nella storia di WrestleMania. RD Reynolds, il proprietario del sito web WrestleCrap, introdusse l'evento nella lista del sito di "il peggio nel pro wrestling". Egli citò Giant Gonzalez, Papa Shango, la gimmick da "narcisista" di Luger e la toga di Jim Ross come le sue ragioni per l'inclusione dell'evento nella lista.
La WWE mise due momenti di WrestleMania IX nei suoi primi 50 momenti di WrestleMania: L'ingresso di Bobby Heenan sul cammello, che l'azienda chiama "uno dei momenti più esilaranti della storia della WWE", e la vittoria del titolo da parte di Hulk Hogan nel match improvvisato. Matt Anoa'i, che lottò nella WWE come Rosey, ed è il cugino di Samu e Fatu, disse che la double splash dei Headshrinkers su Scott Steiner a questo evento fu il suo momento preferito di WrestleMania.
WrestleMania IX fu distribuita in formato VHS da Coliseum Video. Fu poi rilasciata come parte del cofanetto WWF WrestleMania: The Collection (1985–1997). Il video fu ripubblicato sei anni dopo, nel marzo 1999. Quel mese, fu inserito anche come parte del box set WWF WrestleMania: The Legacy. Il 14 settembre 2004 venne pubblicato anche in edizione DVD.
Nel Regno Unito l'evento fu distribuito su VHS il 5 luglio 1993. Confezionato insieme a WrestleMania X, fu poi ripubblicato in DVD per la serie WWE Tagged Classics l'8 maggio 2006.

## Risultati
| #    | Risultati                                                                                          | Stipulazioni                                           | Durata |
| ---- | -------------------------------------------------------------------------------------------------- | ------------------------------------------------------ | ------ |
| Dark | Tito Santana ha sconfitto Papa Shango                                                              | Single match                                           | 08:00  |
| 1    | Tatanka (con Sensational Sherri) ha sconfitto Shawn Michaels (c) (con Luna Vachon) per count-out   | Single match per il WWF Intercontinental Championship  | 18:13  |
| 2    | The Steiner Brothers hanno sconfitto The Headshrinkers (con Afa)                                   | Tag team match                                         | 14:22  |
| 3    | Doink the Clown ha sconfitto Crush                                                                 | Single match                                           | 08:28  |
| 4    | Razor Ramon ha sconfitto Bob Backlund                                                              | Single match                                           | 03:45  |
| 5    | Money Inc. (c) hanno sconfitto The Mega-Maniacs (con Jimmy Hart) per squalifica                    | Tag Team match per il WWF Tag Team Championship        | 18:27  |
| 6    | Lex Luger ha sconfitto Mr. Perfect                                                                 | Single match                                           | 10:56  |
| 7    | The Undertaker (con Paul Bearer) ha sconfitto Giant González (con Harvey Wippleman) per squalifica | Single match                                           | 07:33  |
| 8    | Yokozuna (con Mr. Fuji) ha sconfitto Bret Hart (c)                                                 | Single match per il WWF World Heavyweight Championship | 08:55  |
| 9    | Hulk Hogan ha sconfitto Yokozuna (c) (con Mr. Fuji)                                                | Single match per il WWF World Heavyweight Championship | 00:22  |